# Raúl Emeal
Raul Emeal (Capital Federal, 16 gennaio 1916 – Buenos Aires, 29 gennaio 1999) è stato un calciatore argentino, di ruolo attaccante.

## Carriera
Attaccante mancino abile e rapido ricordato per i tanti anni al Ferro Carril che lo ha lanciato nel grande calcio argentino di fine anni trenta insieme a Maril, Borgnia, Sarlanga e Gandulla con i quali formava un'offensiva chiamata "pandilla" cioè la banda. Tanto da arrivare a giocare in Brasile col Vasco da Gama e con la nazionale con cui ha vinto la Coppa America del 1937.

## Palmarès

### Club
- Campionato argentino: 1

Boca Juniors 1940

### Nazionale
- Coppa America: 1

1937